# ГЕС Пальмар
ГЕС Пальмар (ісп. Represa de Palmar) — гідроелектростанція в Уругваї в департаменті Соріано. Знаходячись після ГЕС Baygorria, становить нижній ступінь у каскаді на найбільшій лівій притоці Уругваю Ріо-Негро.
У межах проекту річку перекрили гравітаційною бетонною греблею, обабіч якої лежать земляні ділянки. Ця споруда має висоту 46 метрів, довжину 2080 метрів (в тому числі машинний зал та водоскиди довжиною 85 та 140 метрів відповідно) і потребувала 250 тис. м3 бетону та 4,4 млн м3 ґрунту. Вона утримує водосховище з площею поверхні 320 км2 та об'ємом 2854 млн м3.
Інтегрований у греблю машинний зал обладнали трьома гідроагрегатами з турбінами типу Каплан потужністю по 111 МВт, що працюють при номінальному напорі у 27,15 метра.